# Diecéze Azura
Diecéze Azura je titulární diecéze římskokatolické církve.

## Historie
Azura, poblíž Henchir-Loulou v dnešním Alžírsku, bylo starobylé biskupské sídlo nacházející se v římské provincii Numidie.
K této diecézi určitě patřil Victor episcopus Azurensis, který se zúčastnil roku 411 konference v Kartágu, kde se shromáždily katoličtí biskupové a donatisté Afriky.
Spisovatel H. Jaubert dále připisuje k tomuto sídlu biskupa Leporia, který byl jedním z katolických biskupů předvolaných roku 484 vandalským králem Hunerichem do Kartága. Spisovatel Morcelli jej ale připisuje k sídlu Augurus.
Dnes je využívána jako titulární biskupské sídlo; současným titulárním biskupem je Gaétan Proulx, pomocný biskup Québecu.

## Seznam biskupů
- Viktor (zmíněn roku 411)
- Leporius (zmíněn roku 484)

## Seznam titulárních biskupů
- 1948 - 1988 Afonso Maria Ungarelli, M.S.C.
- 1989 - 2007 Edward Dajczak
- 2007 - 2011 António José da Rocha Couto, S.M.P.
- od 2011 Gaétan Proulx, O.S.M.